# جگن تاولی
کارکس وسیکاریا (نام علمی: Carex vesicaria) نام یک گونه از سرده جگن است.